# Großpostwitz
Großpostwitz är en kommun och ort i Landkreis Bautzen i förbundslandet Sachsen i Tyskland. Kommunen har cirka 2 700 invånare.
Kommunen ingår i förvaltningsområdet Großpostwitz-Obergurig tillsammans med kommunen Obergurig.